# Manaul
O pássaro Manaul é uma criatura da mitologia filipina mencionada no Código de Calantiau. De acordo com este documento, o abate deste pássaro é punível com a morte.